# Edith Hollant
Edith Hollant (née en 1938) est une peintre et photographe haïtienne.

## Biographie
Hollant est originaire de Port-au-Prince.
La première exposition de ses œuvres a lieu en 1955.